# Alberto Benito Correa
Alberto Benito Correa   (Altafulla, 13 de juny de 1992) és un futbolista professional català que juga com a lateral dret.

## Carrera de club
Benito es va formar al Gimnàstic de Tarragona. Va debutar com a sènior amb el CF Reus Deportiu, llavors el club filial, la temporada 2010–11 a Tercera Divisió.
Benito fou promocionat al primer equip del Nàstic a Segona Divisió B el 10 de juliol de 2012, tot i que encara estava registrat com a jugador del filial. El 23 de juliol de 2013, va signar contracte per dos anys amb l'Sporting de Gijón B.
El 7 de juliol de 2015, com a agent lliure Benito va signar per dos anys amb el CF Reus Deportiu, també de Segona B. Va participar en 30 partits com a titular durant la temporada 2015–16, en la qual el club va assolir la promoció a Segona Divisió.
Benito va debutar com a professional el 20 d'agost de 2016, com a titular, i marcant un gol al darrer minut en una victòria per 1–0 a fora contra el RCD Mallorca. Va jugar 30 partits més fins al final de la temporada, en què l'equip va acabar 11è.
El 13 de juny de 2017, Benito fitxà pel Reial Saragossa amb dos anys de contracte. El 28 de juny de 2019, va signar contracte per dos anys amb l'Albacete Balompié.
Actualment ha tornar a Reus per defensar la samarreta del Reus FC Reddis a la Tercera RFEF.